# Tears of Magdalena
Tears Of Magdalena (Слёзы Магдалены) — финская симфо метал-группа.

## История
Группа основана в конце 2005 года композитором, продюсером, скрипачом, пианисткой и рок-вокалисткой Magdalena Leе и лириком и вокалистом Vasstago Archipelagus. Группа смешала в своих песнях мелодичный метал и блэк-метал. Tears Of Magdalena содержит пауэр-метал и готик элементы, и все это держится на сильном классическом фоне группы.
В конце 2005 года Magdalena Lee написала и записала несколько песен, тогда ей пришла идея добавить в свои песни немного тьмы, так она познакомилась с Vasstago Archipelagus, который предложил ей своё сотрудничество и помощь.
Vasstago Archipelagus и Magdalena Lee имели огромное количество идей для новых песен, и уже в 2006 году они записали первые демо-песни: «Aurora Borealis», «Eastway», «(My) Nightmare» и «Your Blood Is My Wine».
В 2007 году Vasstago Archipelagus и Magdalena Lee заменили синтезатор игры гитары и барабанов на реальные инструменты. После этого множество лейбов сразу же заинтересовались их музыкой. Наконец Scarlet Records предложили им контракт, и они приняли его.
Их звуко-инженер — Mr. «TeeCee» Теро Киннунен (Nightwish).
Ударные они записывают в Sonic Pump Studios (Stratovarius).
Первый дебютный альбом был выпущен в Японии и в Европе 20 ноября 2008 года, а в Финляндии — 7 ноября 2008 года.
Сингл «The Ghost Of The Lighthouse» был выпущен 30 июня 2011 года.

## Состав

### Текущий состав
- Magdalena Lee — вокал, гитара
- Vasstago Archipellagus — вокал, бас
- Christina Cyan — вокал, бас, клавишные

### Бывшие участники
- Timppa — гитара (2006)
- Кари — гитара, клавишные (2006)
- Том Эскелинен — гитара (2006—2007)
- Том — гитара (2007—2008)
- Peuge — ударные (2007—2008)
- Томми — бас-гитара (2008)
- Асим — гитара (2009)
- Мариус — бас-гитара (2009)
- Tomessey — гитара (2009)

## Дискография

### Альбомы
- Myths and Legends, Scarlet Records, 2008

1. Aurora Borealis
2. Cut 'Em Down
3. Immortal Love
4. The Eastway
5. In the Silence
6. Nightmare
7. Mermaid
8. Your Blood is My Wine
9. October Rust (bonus)

### Синглы
- The Ghost Of The Lighthouse,Magdalena Records 2011

### Promot
- Tears of Magdalena, 2006

1. Aurora (Aurora Borealis)
2. Devil (My Nightmare)
3. The Vikings (The Eastway)

- Tears of Magdalena, 2007

1. Aurora Borealis
2. Nightmare
3. Your Blood is My Wine

- Tears of Magdalena, 2010

1. Tears Of Goddess
2. Gates Of Valhalla
3. Black Days White Nights
4. Aria To The Moon
5. Ghost Of The Lighthouse
6. Alone
7. Vampire Romance
8. Solar Sailing
9. The Voice
10. Walking On The Air
11. Bridal Ballad

- Tears of Magdalena, 2010

1. Flow My Tears
2. Ave Maria
3. Let Me Weep
4. Ombra Mai Fu

- Tears of Magdalena, 2011

1. Bist Du Bei Mir
2. Can She Excuse My Wrongs
3. Shell I Sue
4. Caro Mio Ben
5. Overture Of The Great Apocalypse
6. Rest Sweet Nymphs